# جون إتش أوير
جون إتش أوير (بالإنجليزية: John H. Auer)‏ هو منتج أفلام وكاتب سيناريو ومخرج أمريكي، ولد في 3 أغسطس 1906 في بودابست في المجر، وتوفي في 15 مارس 1975 في شمال هوليوود ‏ في الولايات المتحدة.

## وصلات خارجية
- جون إتش أوير على موقع IMDb (الإنجليزية)
- جون إتش أوير على موقع ألو سيني (الفرنسية)
- جون إتش أوير على موقع أول موفي (الإنجليزية)
- جون إتش أوير على موقع قاعدة بيانات الأفلام السويدية (السويدية)
- جون إتش أوير على موقع قاعدة بيانات الفيلم (الإنجليزية)
- جون إتش أوير على موقع كينوبويسك (الروسية)